# 宗左近
宗 左近（そう さこん、1919年5月1日 - 2006年6月20日）は、日本の詩人・評論家・仏文学者・翻訳家。本名は古賀 照一（こが てるいち）。法政大学名誉教授。文芸誌『同時代』同人。

## 来歴
福岡県遠賀郡戸畑町（後の北九州市戸畑区）に生まれる。天籟寺小学校、戸畑小学校、宮崎第二小学校、宮崎中学（現・宮崎県立宮崎大宮高等学校）、小倉中学（現・福岡県立小倉高等学校）を経て上京。旧制一高を卒業後、1942年、東京帝国大学哲学科に入学した。1945年4月、召集により横須賀海兵隊に入隊したが、精神錯乱を装い除隊というエピソードもある。
同年5月25日の東京大空襲により、母を亡くす。母と一緒に逃げ込んだ墓地の中で炎に取り囲まれた彼が「炎の一本道」（『絆――ドキュメント・わが母』）を通って脱出しようと走り去った時、母が転倒。そして、母からの「行け、走りぬけなさい、わたしにかまうな」（同書）という呼びかけに応えるがままに母を置いて走り去ってしまう。22年後に出版された『炎える母』は、この時の体験を中心にした詩集である。
東大卒業後、都立女専に就職し、フランス語を担当した。その後法政大学第一教養部、社会学部教授、昭和女子大学教授などを歴任した。
1968年、詩集『炎える母』で第6回歴程賞を受賞。1994年、詩集『藤の花』で第10回詩歌文学館賞を受賞。1996年、『宮沢賢治の謎』で第11回賢治賞を受賞。2004年、第1回シカダ賞（Cikada Prize、生命の尊厳を表現する東アジアの詩歌人を顕彰する賞。スウェーデンが制定）を受賞した。
1978年、江戸川越しに富士山を眺めることのできる千葉県市川市市川南のマンションに移り住み、後半生を送る。2002年、同市の名誉市民の称号を受ける。2005年、市川市文学プラザが開館、宗の展示コーナーが設けられる。
2006年春から入院していたが、6月20日午前0時37分に東京都内の病院で死去した。87歳。その死は23日まで伏せられ、葬儀・告別式は近親者のみで行われた。
没後、宗の蔵書の多くと原稿の一部は市川市に、その他の資料の多くは北九州市に寄贈された。
生前に出版された詩集は46冊にのぼる（詩選集を除く）。1987年から亡くなる2006年までの間は、年に1冊以上のペースで出版していた（1994年は3冊）。処女詩集の『黒眼鏡』が出版されたのが1959年で、この後1985年までに出された詩集が16冊であることから、晩年の創作の旺盛さがうかがえる。
2013年７月、市川市に市川市文学ミュージアムが開館し、宗の展示が展開されている。2014年3月28日、宗の生まれ故郷である北九州市戸畑図書館内に「宗左近記念室」がオープン。2016年6月５日には終の棲家であった市川市内の里見公園で、詩碑建立の除幕式が行われた。
2000年から2012年まで、句集を対象にした宗左近俳句大賞（公益財団法人雪梁舎美術館・新潟県/新潟市主催）が開催された。2017年に宗の業績の顕彰とその精神の継承を目的に有志が「宗左近・蕊の会」を設立し、市川市内で活動を続けている。

## 人物
- 高校時代からフランス象徴詩に親しみ、詩の創作に親しむ。戦後は『同時代』や草野心平の『歴程』に参加した。作詞家としても非常に有名であり、1977年に静岡市立南部小学校校歌「夢までも」を作詞した際、この歌を作曲した作曲家・三善晃とはこれを機に親交をもち、その後も三善とのコンビで校歌、自治体関連の歌、合唱曲の作詞を行っている。詩集『あしたもね』（思潮社、1989年）は、それまでに書かれた歌詞のみで構成された本である。ポピュラー音楽の作詞家にはこの種の試みはよく見られるが、現代詩人が行うのはきわめて異例である。
- 戦争中は、さまざまな「病気になる努力」をして、徴兵検査を逃れる。最後には海軍からの召集令状が来たため、「精神異常者」のふりをして、召集を逃れた[10]。このとき宗の自宅で行われた出征歓送会で戦争を批判する白井健三郎と当時日本浪曼派の影響を受けて戦争を支持していた橋川文三との間でつかみ合いの喧嘩が起こった。
- 東京大空襲の際、手を離してしまったばかりに母親を眼前で失ったとして罪の意識に駆られた。それからの戦後の時代を必死で生き抜くために、自分自身に叱咤激励して発した「そうさ、こんちくしょう！」という言葉がペンネームの由来。
- 1967年、母を殺してしまった自分への深い断罪の意識に基づく詩集『炎（も）える母』を発表。母を失ったことに対する苦悩や罪の意識を綴って脚光を浴び、翌1968年に第6回藤村記念歴程賞を受賞した。その後も、戦地に消えた友人達や人々と縄文の人々への想いを交錯させた縄文シリーズとも呼べる一連の詩集を次々に発表する。
- その一方で美術評論家、翻訳家としても活動。ロラン・バルトの『表徴の帝国』の翻訳で知られるが、古賀照一の名でエミール・ゾラの『ナナ』『居酒屋』なども訳すほか、ジョルジュ・シムノンの推理小説なども訳している。
- 晩年は、短詩表現としての俳句に強く惹かれ、自らが「中句」と名づけた1行詩を書いている。
- 縄文時代を愛し、土器や土偶などの収集にも力を注いだ。宗左近は縄文土器を古代の遺物、生活の必需品ではなく、芸術作品（美術品）として見た。『私の縄文美術鑑賞』などその方面の著書も何冊か残している。市川市は、縄文遺跡も多く、宗の創作意欲をかき立てた[3]。町歌を作詞したことがきっかけになってつきあいが始まった宮城県加美町（旧中新田町）の縄文芸術館には、自身寄贈した縄文土器が展示されていた。
- 福島県立清陵情報高等学校の校歌『宇宙の奥の宇宙まで』は宗の作詞によるが、歌詞中の「発信ゆんゆん」「受信よんよん」「交信やんやん」といった独特の擬声語がネット掲示板2ちゃんねるにて話題を呼んだ[11]。

## 著作

### 詩集
- 『黒眼鏡』（ユリイカ）1959
- 『河童』（文林書院）1964
- 『長篇詩 炎える母』（彌生書房、1967 第6回藤村記念歴程賞受賞）
- 『こころ 詩集』昭森社 1968
- 『愛 宗左近詩集』（彌生書房）1969
- 『大河童 宗左近詩集』弥生書房 1969
- 『幻花 死その透明とその旅とその花と 宗左近詩集』母岩社 1972
- 『宗左近詩集 虹』弥生書房 1972
- 『魔法瓶 宗左近詩集』文学書林 天山文庫 1973
- 『鏡 宗左近詩集』弥生書房 1974
- 『お化け』（青土社）1975
- 『宗左近詩集』（思潮社 現代詩文庫）1977
- 『縄文』（思潮社）1978
- 『続縄文 宗左近詩集』思潮社 1980
- 『風文 宗左近詩集』思潮社 1983
- 『断文 宗左近詩集』思潮社 1985
- 『デッサン帖夢 宗左近詩集』思潮社 1987
- 『おお季節』思潮社 1988
- 『あしたもね』（思潮社）1989
- 『ああ縄文（劇詩）』（思潮社）1990
- 『夕映え連祷』（思潮社）1991
- 『縄文連祷』思潮社 1992
- 『新縄文』思潮社 1993
- 『そして空の青』（思潮社）1993
- 『光葬』（思潮社）1994
- 『続・宗左近詩集』（思潮社 現代詩文庫）1994
- 『藤の花』（思潮社、1994 第10回詩歌文学館賞受賞）
- 『青氷柱』思潮社 1995
- 『氷中花』思潮社 1995
- 『未生未死』思潮社 1996
- 『夜の谺』思潮社 1997
- 『螺旋上昇』思潮社 1997
- 『梟の駅長さん 童謡集』思潮社 1998
- 『螢の歌』思潮社 1998
- 『月の海』ふらんす堂文庫 1999
- 『響灘』思潮社 1999
- 『透明の芯の芯』思潮社 2000
- 『遠江』思潮社 2000
- 『宙宇』思潮社 2001
- 『宗左近詩集』（笠井嗣夫編） 芸林書房 芸林21世紀文庫 2002
- 『透明光体』思潮社 2002
- 『夜の虹 (中句集)』（芸林書房）2002
- 『いつも未来である始原』（芸林書房）2003
- 『水平線』芸林書房 2003
- 『蜃気樓』芸林書房 2004
- 『不知火』北溟社 (発売) 2005
- 『宗左近詩集成』北溟社 (発売) 2005

### 小説ほか
- 『月をまわって地球へ』文藝春秋 1972
- 『炎の花』ニトリア書房 1972
- 『翡翠 縄文能狂言』思潮社 1994。演劇戯曲
- 『高尾懺悔』深夜叢書社 2010

### 評論集・エッセイ
- 『芸術の条件』（昭森社）1959
- 『反時代的芸術論 日本人美意識構造試論』七曜社 1963
- 『美術の現代的状況 芸術の中の日本』芳賀書店 今日の状況叢書 1965
- 『人相の美学 顔の読みかた読まれかた』文化出版局 レモン新書 1971
- 『恍惚の王国 宗左近芸術論集』朝日出版社 1973
- 『わが内なる幻妖 序章・日本美の発見』文化出版局 1974
- 『芸術家まんだら 世阿弥から野坂昭如まで』読売新聞社 読売選書 1975
- 『美のイメエジ』PHP研究所 1975
- 『錨と表徴 フランス文学管見』審美社 1976
- 『舞いあがる星を求めて』丸岡孝写真 ぎょうせい 日本の自然と美 1977
- 『私説戦後美術史』美術公論社 芸術叢書 1978
- 『私の西欧美術ガイド』（新潮選書）1981
- 『縄文まで』新潮社、1982 自伝
- 『私の縄文美術観賞』（新潮選書）1983
- 『ドキュメント・わが母 絆』（旺文社）1986
- 『私の韓国陶磁遍歴』新潮選書 1986
- 『さあ現代俳句へ』東京四季出版 1990
- 『古美術幻妖』名鏡勝朗写真 平凡社 1991
- 『日本美縄文の系譜』新潮選書 1991
- 『人間は偉い?』花神社 1992
- 『美のなかの美』スカイドア 1992
- 『悲しみさえも星となる』東京四季出版 1994
- 『伏流水日本美』スカイドア 1994
- 『宮沢賢治の謎』（新潮選書）1995
- 『21世紀の俳句』（東京四季出版）1996
- 『縄文物語』新潮社、1997
- 『たったひとりの祈り』雁塔舎 1997
- 『芭蕉のこころ』ほるぷ出版 1998
- 『鑑賞百人一首』深夜叢書社、2000
- 『小林一茶』集英社新書 2000
- 『私の死生観』新潮選書 2001
- 『詩のささげもの』新潮社、2002
- 『日本の美その夢と祈り』日本経済新聞社 2004

### 共著編
- 『詩の歳時記』編著 みずうみ書房 1976
- 『祈りの画集 戦没画学生の記録』野見山暁治・安田武共著、小野成視撮影 日本放送出版協会 1977
- 『ピカソ ピカソ講義』岡本太郎共著 朝日出版社 Lecture books 1980
- 『縄文発信日本発見 市川を舞台として』編 エピック 1995
- 『あなたにあいたくて生まれてきた詩』（編）新潮社）2000 、新潮文庫 2004

### 翻訳
- 『音楽家訪問』（アラン）古賀照一訳、ダヴィッド社 1954。宗左近訳、白水社
- 『ナナ』（エミール・ゾラ） 古賀照一・川口篤共訳、新潮文庫 1956‐1959、度々改版
- 『黒いチューリップ』（アレクサンドル・デュマ・ペール）東京創元社、世界大ロマン全集  1958、創元推理文庫 1976
- 『他人の首・月の小鳥たち』（La Tête des autres / Les oiseaux de lune、マルセル・エーメ）東京創元社 1958
- 『オランダの犯罪』（Un crime en Hollande、ジョルジュ・シムノン）創元推理文庫 1960
- 『アラン著作集（3） 情念について』（アラン）古賀照一訳、白水社 1960
- 『死んだギャレ氏』（M. Gallet, décédé、ジョルジュ・シムノン）創元推理文庫、1961
- 『赤い館の秘密』（A・A・ミルン）古賀照一訳、角川文庫 1962
- 『オリエント急行殺人事件』（アガサ・クリスティ）古賀照一訳、角川文庫 1962
- 『男の首』（ジョルジュ・シムノン）角川文庫、1963
- 『女の一生』（モーパッサン）社会思想社、現代教養文庫　1965
- 『幸福論』（アラン）社会思想社、現代教養文庫 1965。文元社 2004。中公クラシックス 2016
- 『トルストイの生涯』（ロマン・ロラン）角川文庫 1966
- 『ド・ゴール』（G・ボヌール） 角川文庫　1967
- 『偉大なる芸術家の生涯 ミケランジェロ・ベートーヴェン・トルストイ』（ロマン・ロラン）社会思想社、現代教養文庫　1969
- 『カストロの尼』（L'Abbesse de Castro、スタンダール）角川文庫 1970、新装復刊1990
- 『居酒屋』（ゾラ）古賀照一訳、新潮文庫 1970、度々改版
- 『現代への序説』上下（アンリ・ルフェーヴル）古田幸男と監訳、法政大学出版局 1972 - 1973
- 『表徴の帝国』（ロラン・バルト、L'empire des signes)、新潮社、創造の小径 1974。ちくま学芸文庫 1996
- 『ピカソとの17年 その芸術・人間・愛』（ジュヌヴィエーヴ・ラポルト）田中梓・久富堯介共訳、美術公論社 1977
- 『バゼーヌ芸術論 現代絵画覚書』（ジャン・バゼーヌ）田中梓共訳、美術公論社 1978
- 『白い画布 創造の深淵』（ジャン・バゼーヌ）柴田道子共訳、美術公論社 1979
- 『エッフェル塔』（ロラン・バルト）諸田和治共訳、審美社 1979。ちくま学芸文庫 1997
- 『ブラック 様式と独創』（ジャン・ポーラン）柴田道子共訳、美術公論社 1980
- 『天下無敵六人組』（グリム）文化出版局、フランスの傑作絵本 1980
- 『おかしなおかしなクリスマス』（ジャック・プレヴェール）文化出版局、フランスの傑作絵本 1981

## 作詞

### 学校歌
- 福島県立医科大学大学歌「光の鳥」（作曲：三善晃）
- 福島県立清陵情報高等学校校歌「宇宙の奥の宇宙まで」（作曲：三善晃）
- 福島県立橘高等学校校歌
- 東京電機大学中学校・高等学校2代目校歌「風よ光よ」（作曲：中田喜直）
- 船橋市立習志野台第二小学校校歌「青空」（作曲：三善晃）
- 千葉県立市川西高等学校校歌「宇宙」（作曲：三善晃）
- 館山市立第三中学校校歌「透明光体（たましい）」（作曲：三善晃）
- 初芝富田林中学校・高等学校校歌「夢の向こうに」（作曲：三善晃）
- 静岡市立南部小学校校歌「夢までも」（作曲：三善晃）
- 相模原市立中央中学校校歌「宝石」（作曲：三善晃）
- 栃木県立鹿沼商工高等学校校歌
- 中野区立上鷺宮小学校校歌「いのち」（作曲：三善晃）
- 世田谷区立喜多見中学校校歌「一千億光年」（作曲：三善晃）
- 大多喜町立西小学校校歌「夢の畑」（作曲：三善晃）